# Pierre-Joseph Thoulier d'Olivet
Pierre-Joseph Thoulier d'Olivet, född 1 april 1682, död 8 oktober 1768, var en fransk filolog.
Olivet vann som berömmelse som intresserad ledamot av Franska akademien vars Dictionnaire de l'Académie française ha redigerade 3:e upplagan av och vars historia 1653-1729 han skrev. Bland Olivets övriga arbeten märks Essais de grammaire (1732) och Traité des participes (1754).